# 7737 Сірра
7737 Сірра (7737 Sirrah) — астероїд головного поясу, відкритий 5 листопада 1981 року.
Тіссеранів параметр щодо Юпітера — 3,478.